# August Ritter
Georg Dietrich August Ritter (Luneburgo, 11 de dezembro de 1826 — Luneburgo, 26 de fevereiro de 1908) foi um professor de mecânica e astrofísica alemão.
Desenvolveu o método de Ritter para o cálculo de forças em barras de treliças.
Estudou de 1843 a 1846 em Hanôver e de 1850 a 1853 em Göttingen, onde concluiu o doutorado. Foi professor em Hanôver em 1856 e em outubro de 1870 o primeiro catedrático de engenharia mecânica na RWTH Aachen. Permaneceu em Aquisgrão até aposentar-se em 1899. Em 1903 retornou à cidade natal, onde faleceu em 1908. Grande parte de seus livros foi doada à biblioteca da universidade de Aachen.
A cratera de Ritter na Lua é denominada em sua homenagem.

## Publicações
- Lehrbuch der Technischen Mechanik. 8ª Ed. Leipzig : Baumgärtner, 1900 (1ª Ed 1865).
- Lehrbuch der Höheren Mechanik. 1. Teil: Lehrbuch der analytischen Mechanik; 2. Teil: Lehrbuch der Ingenieur-Mechanik. 3. Auflage. Leipzig : Baumgärtner, 1899 (1ª Ed. 1873).
- Elementare Theorie und Berechnung eiserner Dach-und Brücken-Constructionen. Hannover : Rümpler, 1863.